# Jacques ou la Soumission
Jacques ili pokornost (srp. Žak ili Pokornost; franc. Jacques ou La soumission) apsurdna je drama iz 1955. godine koju je napisao Eugène Ionesco (Ežen Jonesko). To je prvo od dva dela (drugo je Budućnost je u jajima) koja govore o Jacquesu (Žaku) i njegovoj porodici, u kojoj se svi zovu Jacques (Majka Jacques, Otac Jacques...).

## Sadržaj
Radnja drame govori o Jacquesu i njegovom dogovorenom braku s Robertom, a kada mu ona dosadi s Robertom II. Drama sadrži mnoge besmislenosti, slične onima u Ćelavoj pjevačici, koje su kasnije postale sastavni deo svih Ionescovih drama.

## Prevodi
Drama je pod naslovom "Žak ili Pokornost", s podnaslovom "naturalistička komedija", izdata u Beogradu 2008. godine u prevodu Milovana Danojlića. 